# Mistrzostwa Świata w Piłce Ręcznej Kobiet 2019
Mistrzostwa Świata w Piłce Ręcznej Kobiet 2019 – dwudzieste czwarte mistrzostwa świata w piłce ręcznej kobiet, zawody sportowe rangi mistrzowskiej organizowane przez IHF, które odbywały się w Japonii w dniach 30 listopada – 15 grudnia 2019 roku. W turnieju brały udział dwadzieścia cztery zespoły, automatycznie do mistrzostw awansowały Francuzki jako obrończynie tytułu oraz Japonki jako gospodynie imprezy. O pozostałe miejsca odbywały się kontynentalne kwalifikacje.
Sprzedaż biletów rozpoczęła się pod koniec listopada 2018 roku. Oficjalną turniejową piłkę przygotowała firma Molten, dla której był to już trzeci turniej w tej roli. Prócz oficjalnej internetowej strona turnieju organizatorzy przedstawili także motto mistrzostw, uruchomili program rekrutacji wolontariuszy oraz przeprowadzili testowe zawody. Szczegółowy harmonogram rozgrywek opublikowano na początku lipca 2019 roku.

## Wybór organizatora
Na początku lipca 2013 roku Międzynarodowa Federacja Piłki Ręcznej ogłosiła terminarz wyłaniania gospodarza tych mistrzostw oraz wstępną listę zainteresowanych krajów. Listy intencyjne złożyło sześć państw – Japonia, Macedonia, Norwegia, Słowacja, Tunezja i Ukraina. Oficjalne aplikacje w wyznaczonym przez IHF terminie 2 września złożyły jedynie Japonia i Norwegia. Kandydatury zostały przedstawione władzom IHF 11 października, a decyzja o przyznaniu praw do organizacji turnieju miała zostać podjęta na spotkaniu Rady IHF jeszcze w 2013 roku. Prace nad obiema kandydaturami trwały aż do głosowania, a turniej został przyznany Japonii. Oficjalne podpisanie umowy o organizację turnieju nastąpiło na początku października 2018 roku.
Japonia nie gościła do tej pory turnieju rangi mistrzowskiej kobiet, była jednak gospodarzem męskich mistrzostw w roku 1997.

## Obiekty
Turniej odbył się w pięciu halach znajdujących się w prefekturze Kumamoto.
| Higashi-ku                     | YamagaYatsushiroHigashi-kuMinami-kuNishi-ku | Yatsushiro                    |
| Park Dome Kumamoto             | YamagaYatsushiroHigashi-kuMinami-kuNishi-ku | Yatsushiro General Gymnasium  |
| Pojemność: 10 000              | YamagaYatsushiroHigashi-kuMinami-kuNishi-ku | Pojemność: 2500               |
|                                | YamagaYatsushiroHigashi-kuMinami-kuNishi-ku |                               |
| Minami-ku                      | YamagaYatsushiroHigashi-kuMinami-kuNishi-ku | Yamaga                        |
| Aqua Dome Kumamoto             | YamagaYatsushiroHigashi-kuMinami-kuNishi-ku | Yamaga City Overall Gymnasium |
| Pojemność: 6400                | YamagaYatsushiroHigashi-kuMinami-kuNishi-ku | Pojemność: 2100               |
|                                | YamagaYatsushiroHigashi-kuMinami-kuNishi-ku |                               |
| Nishi-ku                       | YamagaYatsushiroHigashi-kuMinami-kuNishi-ku |                               |
| Kumamoto Prefectural Gymnasium | YamagaYatsushiroHigashi-kuMinami-kuNishi-ku |                               |
| Pojemność: 3400                | YamagaYatsushiroHigashi-kuMinami-kuNishi-ku |                               |
|                                | YamagaYatsushiroHigashi-kuMinami-kuNishi-ku |                               |

## Zespoły
| Kraj                          | Strefa kwalifikacyjna                                         | Mistrzostwa 2017 |
| ----------------------------- | ------------------------------------------------------------- | ---------------- |
| Japonia                       | Gospodarz                                                     | 16. miejsce      |
| Francja                       | Mistrz świata 2017                                            | Mistrzostwo      |
| Angola                        | Mistrzostwa Afryki 2018 – 1. miejsce                          | 19. miejsce      |
| Senegal                       | Mistrzostwa Afryki 2018 – 2. miejsce                          | –                |
| Demokratyczna Republika Konga | Mistrzostwa Afryki 2018 – 3. miejsce                          | –                |
| Brazylia                      | Mistrzostwa Ameryki Południowej i Środkowej 2018 – 1. miejsce | 18. miejsce      |
| Argentyna                     | Mistrzostwa Ameryki Południowej i Środkowej 2018 – 2. miejsce | 23. miejsce      |
| Kuba                          | Mistrzostwa Ameryki Północnej i Karaibów 2019 – 1. miejsce    | –                |
| Korea Południowa              | Mistrzostwa Azji 2018 – 1. miejsce                            | 16. miejsce      |
| Chiny                         | Mistrzostwa Azji 2018 – 3. miejsce                            | 22. miejsce      |
| Kazachstan                    | Mistrzostwa Azji 2018 – 4. miejsce                            | –                |
| Australia                     | Mistrzostwa Azji 2018 – 5. miejsce                            | –                |
| Rosja                         | Mistrzostwa Europy 2018 – 2. miejsce                          | 5. miejsce       |
| Holandia                      | Mistrzostwa Europy 2018 – 3. miejsce                          | 3. miejsce       |
| Rumunia                       | Mistrzostwa Europy 2018 – 4. miejsce                          | 10. miejsce      |
| Czarnogóra                    | Europa – Play-off                                             | 6. miejsce       |
| Dania                         | Europa – Play-off                                             | 6. miejsce       |
| Hiszpania                     | Europa – Play-off                                             | 11. miejsce      |
| Niemcy                        | Europa – Play-off                                             | 12. miejsce      |
| Norwegia                      | Europa – Play-off                                             | 2. miejsce       |
| Serbia                        | Europa – Play-off                                             | 9. miejsce       |
| Słowenia                      | Europa – Play-off                                             | 14. miejsce      |
| Szwecja                       | Europa – Play-off                                             | 4. miejsce       |
| Węgry                         | Europa – Play-off                                             | 15. miejsce      |

## Losowanie grup
Transmitowane w Internecie losowanie grup zostało zaplanowane na 21 czerwca 2019 roku w Tokio, a przed nim reprezentacje zostały podzielone na sześć koszyków.
| Koszyk 1 |
| -------- |
| Francja  |
| Rosja    |
| Holandia |
| Rumunia  |

| Koszyk 2 |
| -------- |
| Norwegia |
| Szwecja  |
| Węgry    |
| Dania    |

| Koszyk 3   |
| ---------- |
| Czarnogóra |
| Japonia    |
| Niemcy     |
| Serbia     |

| Koszyk 4         |
| ---------------- |
| Hiszpania        |
| Słowenia         |
| Korea Południowa |
| Chiny            |

| Koszyk 5  |
| --------- |
| Brazylia  |
| Angola    |
| Senegal   |
| Argentyna |

| Koszyk 6                      |
| ----------------------------- |
| Kazachstan                    |
| Kuba                          |
| Demokratyczna Republika Konga |
| Australia                     |

W wyniku losowania wyłonione zostały cztery grupy liczące po sześć zespołów.
| Grupa A  | Grupa B          | Grupa C    | Grupa D                       |
| -------- | ---------------- | ---------- | ----------------------------- |
| Holandia | Francja          | Rumunia    | Rosja                         |
| Norwegia | Dania            | Węgry      | Szwecja                       |
| Serbia   | Niemcy           | Czarnogóra | Japonia                       |
| Słowenia | Korea Południowa | Hiszpania  | Chiny                         |
| Angola   | Brazylia         | Senegal    | Argentyna                     |
| Kuba     | Australia        | Kazachstan | Demokratyczna Republika Konga |

## Sędziowie
Ze wstępnej listy zawierającej dziewiętnaście par arbitrów do sędziowania turnieju pod koniec sierpnia 2019 roku miało zostać wybranych szesnaście bądź siedemnaście z nich. Ostateczna turniejowa obsada została ustalona na siedemnaście par sędziowskich, pozostałe dwie otrzymały status rezerwowych.
Sędziowie mistrzostw
- Yousef Belkhiri / Sid Ali Hamidi
- Maria Ines Paolantoni / Mariana Garcia
- Yufeng Cheng / Yunlei Zhou
- Davor Loncar / Zoran Loncar
- Karina Christiansen / Line Hansen
- Yasmina Elsaied / Heidy Elsaied
- Ignacio García / Andreu Marín
- Charlotte Bonaventura / Julie Bonaventura
- Maike Merz / Tanja Schilha
- Kiyoshi Hizaki / Tomokazu Ikebuchi
- Bon-Ok Koo / Seok Lee
- Cristina Nastase / Simona Stancu
- Viktoria Alpaidze / Tatiana Berzkina
- Bojan Lah / David Sok
- Vanja Antic / Jelena Jakovljevic
- Samir Krichen / Samir Makhlouf
- Mathias Sosa / Cristian Lemes

Pary rezerwowe
- Raymel Reyes / Alexys Zuñiga
- Maria Bennani / Safia Bennani

## Faza grupowa

### Grupa A
| 30 listopada 201915:00 | Serbia | 32:25(16:12) | Angola | Aqua Dome Kumamoto, Minami-ku Widzów: 3605 Sędzia: María Paolantoni, Mariana García |
| 30 listopada 201915:00 |        | 32:25(16:12) |        | Aqua Dome Kumamoto, Minami-ku Widzów: 3605 Sędzia: María Paolantoni, Mariana García |

| 30 listopada 201918:00 | Holandia | 26:32(14:15) | Słowenia | Aqua Dome Kumamoto, Minami-ku Widzów: 2864 Sędzia: Samir Krichen, Samir Makhlouf |
| 30 listopada 201918:00 |          | 26:32(14:15) |          | Aqua Dome Kumamoto, Minami-ku Widzów: 2864 Sędzia: Samir Krichen, Samir Makhlouf |

| 30 listopada 201920:30 | Norwegia | 47:16(25:9) | Kuba | Aqua Dome Kumamoto, Minami-ku Widzów: 1871 Sędzia: Yasmina El-Saied, Heidy El-Saied |
| 30 listopada 201920:30 |          | 47:16(25:9) |      | Aqua Dome Kumamoto, Minami-ku Widzów: 1871 Sędzia: Yasmina El-Saied, Heidy El-Saied |

| 2 grudnia 201912:30 | Kuba | 27:46(11:25) | Serbia | Aqua Dome Kumamoto, Minami-ku Widzów: 5570 Sędzia: Samir Krichen, Samir Makhlouf |
| 2 grudnia 201912:30 |      | 27:46(11:25) |        | Aqua Dome Kumamoto, Minami-ku Widzów: 5570 Sędzia: Samir Krichen, Samir Makhlouf |

| 2 grudnia 201915:00 | Angola | 28:35(12:17) | Holandia | Aqua Dome Kumamoto, Minami-ku Widzów: 4690 Sędzia: Yousef Belkhiri, Sid Ali Hamidi |
| 2 grudnia 201915:00 |        | 28:35(12:17) |          | Aqua Dome Kumamoto, Minami-ku Widzów: 4690 Sędzia: Yousef Belkhiri, Sid Ali Hamidi |

| 2 grudnia 201920:30 | Słowenia | 20:36(12:13) | Norwegia | Aqua Dome Kumamoto, Minami-ku Widzów: 1680 Sędzia: Charlotte Bonaventura, Julie Bonaventura |
| 2 grudnia 201920:30 |          | 20:36(12:13) |          | Aqua Dome Kumamoto, Minami-ku Widzów: 1680 Sędzia: Charlotte Bonaventura, Julie Bonaventura |

| 3 grudnia 201915:00 | Holandia | 51:23(22:11) | Kuba | Aqua Dome Kumamoto, Minami-ku Widzów: 5060 Sędzia: María Paolantoni, Mariana García |
| 3 grudnia 201915:00 |          | 51:23(22:11) |      | Aqua Dome Kumamoto, Minami-ku Widzów: 5060 Sędzia: María Paolantoni, Mariana García |

| 3 grudnia 201918:00 | Słowenia | 24:33(12:16) | Angola | Aqua Dome Kumamoto, Minami-ku Widzów: 2280 Sędzia: Koo Bon-ok, Lee Se-ok |
| 3 grudnia 201918:00 |          | 24:33(12:16) |        | Aqua Dome Kumamoto, Minami-ku Widzów: 2280 Sędzia: Koo Bon-ok, Lee Se-ok |

| 3 grudnia 201920:30 | Norwegia | 28:25(13:12) | Serbia | Aqua Dome Kumamoto, Minami-ku Widzów: 1970 Sędzia: Maike Merz, Tanja Schilha |
| 3 grudnia 201920:30 |          | 28:25(13:12) |        | Aqua Dome Kumamoto, Minami-ku Widzów: 1970 Sędzia: Maike Merz, Tanja Schilha |

| 5 grudnia 201915:00 | Kuba | 26:39(15:17) | Słowenia | Aqua Dome Kumamoto, Minami-ku Widzów: 5520 Sędzia: Cristina Năstase, Simona Stancu |
| 5 grudnia 201915:00 |      | 26:39(15:17) |          | Aqua Dome Kumamoto, Minami-ku Widzów: 5520 Sędzia: Cristina Năstase, Simona Stancu |

| 5 grudnia 201918:00 | Serbia | 23:36(12:20) | Holandia | Aqua Dome Kumamoto, Minami-ku Widzów: 2460 Sędzia: Charlotte Bonaventura, Julie Bonaventura |
| 5 grudnia 201918:00 |        | 23:36(12:20) |          | Aqua Dome Kumamoto, Minami-ku Widzów: 2460 Sędzia: Charlotte Bonaventura, Julie Bonaventura |

| 5 grudnia 201920:30 | Norwegia | 30:24(13:12) | Angola | Aqua Dome Kumamoto, Minami-ku Widzów: 1870 Sędzia: María Paolantoni, Mariana García |
| 5 grudnia 201920:30 |          | 30:24(13:12) |        | Aqua Dome Kumamoto, Minami-ku Widzów: 1870 Sędzia: María Paolantoni, Mariana García |

| 6 grudnia 201915:00 | Serbia | 29:27(12:11) | Słowenia | Aqua Dome Kumamoto, Minami-ku Widzów: 4680 Sędzia: Samir Krichen, Samir Makhlouf |
| 6 grudnia 201915:00 |        | 29:27(12:11) |          | Aqua Dome Kumamoto, Minami-ku Widzów: 4680 Sędzia: Samir Krichen, Samir Makhlouf |

| 6 grudnia 201918:00 | Angola | 40:30(20:16) | Kuba | Aqua Dome Kumamoto, Minami-ku Widzów: 2680 Sędzia: Yousef Belkhiri, Sid Ali Hamidi |
| 6 grudnia 201918:00 |        | 40:30(20:16) |      | Aqua Dome Kumamoto, Minami-ku Widzów: 2680 Sędzia: Yousef Belkhiri, Sid Ali Hamidi |

| 6 grudnia 201920:30 | Holandia | 30:28(14:18) | Norwegia | Aqua Dome Kumamoto, Minami-ku Widzów: 3380 Sędzia: Ignacio García, Andreu Marín |
| 6 grudnia 201920:30 |          | 30:28(14:18) |          | Aqua Dome Kumamoto, Minami-ku Widzów: 3380 Sędzia: Ignacio García, Andreu Marín |

### Grupa B
| 30 listopada 201915:00 | Niemcy | 30:24(14:11) | Brazylia | Yamaga City Overall Gymnasium, Yamaga Widzów: 1300 Sędzia: Ignacio García, Andreu Marín |
| 30 listopada 201915:00 |        | 30:24(14:11) |          | Yamaga City Overall Gymnasium, Yamaga Widzów: 1300 Sędzia: Ignacio García, Andreu Marín |

| 30 listopada 201918:00 | Francja | 27:29(13:12) | Korea Południowa | Yamaga City Overall Gymnasium, Yamaga Widzów: 1450 Sędzia: Koyoshi Hizaki, Tomokazu Ikebuchi |
| 30 listopada 201918:00 |         | 27:29(13:12) |                  | Yamaga City Overall Gymnasium, Yamaga Widzów: 1450 Sędzia: Koyoshi Hizaki, Tomokazu Ikebuchi |

| 30 listopada 201920:30 | Dania | 37:12(17:4) | Australia | Kumamoto Prefectural Gymnasium, Nishi-ku Widzów: 1400 Sędzia: Cheng Yufeng, Zhou Yunlei |
| 30 listopada 201920:30 |       | 37:12(17:4) |           | Kumamoto Prefectural Gymnasium, Nishi-ku Widzów: 1400 Sędzia: Cheng Yufeng, Zhou Yunlei |

| 1 grudnia 201915:00 | Brazylia | 19:19(7:10) | Francja | Yamaga City Overall Gymnasium, Yamaga Widzów: 1580 Sędzia: Bojan Lah, David Sok |
| 1 grudnia 201915:00 |          | 19:19(7:10) |         | Yamaga City Overall Gymnasium, Yamaga Widzów: 1580 Sędzia: Bojan Lah, David Sok |

| 1 grudnia 201918:00 | Australia | 8:34(4:16) | Niemcy | Yamaga City Overall Gymnasium, Yamaga Widzów: 1450 Sędzia: Koyoshi Hizaki, Tomokazu Ikebuchi |
| 1 grudnia 201918:00 |           | 8:34(4:16) |        | Yamaga City Overall Gymnasium, Yamaga Widzów: 1450 Sędzia: Koyoshi Hizaki, Tomokazu Ikebuchi |

| 1 grudnia 201920:30 | Korea Południowa | 26:26(13:10) | Dania | Kumamoto Prefectural Gymnasium, Nishi-ku Widzów: 1380 Sędzia: Wiktorija Alapidze, Tatiana Bieriezkina |
| 1 grudnia 201920:30 |                  | 26:26(13:10) |       | Kumamoto Prefectural Gymnasium, Nishi-ku Widzów: 1380 Sędzia: Wiktorija Alapidze, Tatiana Bieriezkina |

| 3 grudnia 201915:00 | Korea Południowa | 33:27(16:14) | Brazylia | Yamaga City Overall Gymnasium, Yamaga Widzów: 1750 Sędzia: Yousef Belkhiri, Sid Ali Hamidi |
| 3 grudnia 201915:00 |                  | 33:27(16:14) |          | Yamaga City Overall Gymnasium, Yamaga Widzów: 1750 Sędzia: Yousef Belkhiri, Sid Ali Hamidi |

| 3 grudnia 201919:00 | Francja | 46:7(21:3) | Australia | Yamaga City Overall Gymnasium, Yamaga Widzów: 1540 Sędzia: Yasmina El-Saied, Heidy El-Saied |
| 3 grudnia 201919:00 |         | 46:7(21:3) |           | Yamaga City Overall Gymnasium, Yamaga Widzów: 1540 Sędzia: Yasmina El-Saied, Heidy El-Saied |

| 3 grudnia 201920:30 | Dania | 25:26(11:13) | Niemcy | Kumamoto Prefectural Gymnasium, Nishi-ku Widzów: 1000 Sędzia: Mathias Sosa, Cristian Lemes |
| 3 grudnia 201920:30 |       | 25:26(11:13) |        | Kumamoto Prefectural Gymnasium, Nishi-ku Widzów: 1000 Sędzia: Mathias Sosa, Cristian Lemes |

| 4 grudnia 201915:00 | Australia | 17:34(10:18) | Korea Południowa | Yamaga City Overall Gymnasium, Yamaga Widzów: 1590 Sędzia: Davor Lončar, Zoran Lončar |
| 4 grudnia 201915:00 |           | 17:34(10:18) |                  | Yamaga City Overall Gymnasium, Yamaga Widzów: 1590 Sędzia: Davor Lončar, Zoran Lončar |

| 4 grudnia 201919:00 | Niemcy | 25:27(12:14) | Francja | Yamaga City Overall Gymnasium, Yamaga Widzów: 1950 Sędzia: Ignacio García, Andreu Marín |
| 4 grudnia 201919:00 |        | 25:27(12:14) |         | Yamaga City Overall Gymnasium, Yamaga Widzów: 1950 Sędzia: Ignacio García, Andreu Marín |

| 4 grudnia 201920:30 | Dania | 24:18(11:9) | Brazylia | Kumamoto Prefectural Gymnasium, Nishi-ku Widzów: 1100 Sędzia: María Paolantoni, Mariana García |
| 4 grudnia 201920:30 |       | 24:18(11:9) |          | Kumamoto Prefectural Gymnasium, Nishi-ku Widzów: 1100 Sędzia: María Paolantoni, Mariana García |

| 6 grudnia 201915:00 | Brazylia | 31:9(15:5) | Australia | Yamaga City Overall Gymnasium, Yamaga Widzów: 1490 Sędzia: Cheng Yufeng, Zhou Yunlei |
| 6 grudnia 201915:00 |          | 31:9(15:5) |           | Yamaga City Overall Gymnasium, Yamaga Widzów: 1490 Sędzia: Cheng Yufeng, Zhou Yunlei |

| 6 grudnia 201919:00 | Niemcy | 27:27(15:14) | Korea Południowa | Yamaga City Overall Gymnasium, Yamaga Widzów: 2100 Sędzia: Wiktorija Alpaidze, Tatiana Bieriezkina |
| 6 grudnia 201919:00 |        | 27:27(15:14) |                  | Yamaga City Overall Gymnasium, Yamaga Widzów: 2100 Sędzia: Wiktorija Alpaidze, Tatiana Bieriezkina |

| 6 grudnia 201920:30 | Francja | 18:20(7:9) | Dania | Kumamoto Prefectural Gymnasium, Nishi-ku Widzów: 1600 Sędzia: Bojan Lah, David Sok |
| 6 grudnia 201920:30 |         | 18:20(7:9) |       | Kumamoto Prefectural Gymnasium, Nishi-ku Widzów: 1600 Sędzia: Bojan Lah, David Sok |

### Grupa C
| 30 listopada 201915:00 | Czarnogóra | 29:25(14:15) | Senegal | Yatsushiro General Gymnasium, Yatsushiro Widzów: 1900 Sędzia: Maike Merz, Tanja Schilha |
| 30 listopada 201915:00 |            | 29:25(14:15) |         | Yatsushiro General Gymnasium, Yatsushiro Widzów: 1900 Sędzia: Maike Merz, Tanja Schilha |

| 30 listopada 201918:00 | Rumunia | 16:31(9:16) | Hiszpania | Kumamoto Prefectural Gymnasium, Nishi-ku Widzów: 1300 Sędzia: Charlotte Bonaventura, Julie Bonaventura |
| 30 listopada 201918:00 |         | 16:31(9:16) |           | Kumamoto Prefectural Gymnasium, Nishi-ku Widzów: 1300 Sędzia: Charlotte Bonaventura, Julie Bonaventura |

| 30 listopada 201918:00 | Węgry | 39:15(22:8) | Kazachstan | Yatsushiro General Gymnasium, Yatsushiro Widzów: 1800 Sędzia: Koyoshi Hizaki, Tomokazu Ikebuchi |
| 30 listopada 201918:00 |       | 39:15(22:8) |            | Yatsushiro General Gymnasium, Yatsushiro Widzów: 1800 Sędzia: Koyoshi Hizaki, Tomokazu Ikebuchi |

| 1 grudnia 201915:00 | Kazachstan | 21:30(11:13) | Czarnogóra | Yatsushiro General Gymnasium, Yatsushiro Widzów: 1910 Sędzia: Yasmina El-Saied, Heidy El-Saied |
| 1 grudnia 201915:00 |            | 21:30(11:13) |            | Yatsushiro General Gymnasium, Yatsushiro Widzów: 1910 Sędzia: Yasmina El-Saied, Heidy El-Saied |

| 1 grudnia 201918:00 | Hiszpania | 29:25(18:13) | Węgry | Kumamoto Prefectural Gymnasium, Nishi-ku Widzów: 1600 Sędzia: Karina Christiansen, Line Hansen |
| 1 grudnia 201918:00 |           | 29:25(18:13) |       | Kumamoto Prefectural Gymnasium, Nishi-ku Widzów: 1600 Sędzia: Karina Christiansen, Line Hansen |

| 1 grudnia 201918:00 | Senegal | 24:29(12:15) | Rumunia | Yatsushiro General Gymnasium, Yatsushiro Widzów: 1850 Sędzia: Koo Bon-ok, Lee Se-ok |
| 1 grudnia 201918:00 |         | 24:29(12:15) |         | Yatsushiro General Gymnasium, Yatsushiro Widzów: 1850 Sędzia: Koo Bon-ok, Lee Se-ok |

| 3 grudnia 201915:00 | Węgry | 24:25(12:13) | Czarnogóra | Kumamoto Prefectural Gymnasium, Nishi-ku Widzów: 1600 Sędzia: Ignacio García, Andreu Marín |
| 3 grudnia 201915:00 |       | 24:25(12:13) |            | Kumamoto Prefectural Gymnasium, Nishi-ku Widzów: 1600 Sędzia: Ignacio García, Andreu Marín |

| 3 grudnia 201915:00 | Hiszpania | 29:20(14:13) | Senegal | Yatsushiro General Gymnasium, Yatsushiro Widzów: 1950 Sędzia: Bojan Lah, David Sok |
| 3 grudnia 201915:00 |           | 29:20(14:13) |         | Yatsushiro General Gymnasium, Yatsushiro Widzów: 1950 Sędzia: Bojan Lah, David Sok |

| 3 grudnia 201919:00 | Rumunia | 22:20(14:11) | Kazachstan | Yatsushiro General Gymnasium, Yatsushiro Widzów: 1810 Sędzia: Cheng Yufeng, Zhou Yunlei |
| 3 grudnia 201919:00 |         | 22:20(14:11) |            | Yatsushiro General Gymnasium, Yatsushiro Widzów: 1810 Sędzia: Cheng Yufeng, Zhou Yunlei |

| 4 grudnia 201915:00 | Czarnogóra | 27:26(11:12) | Rumunia | Kumamoto Prefectural Gymnasium, Nishi-ku Widzów: 1700 Sędzia: Karina Christiansen, Line Hansen |
| 4 grudnia 201915:00 |            | 27:26(11:12) |         | Kumamoto Prefectural Gymnasium, Nishi-ku Widzów: 1700 Sędzia: Karina Christiansen, Line Hansen |

| 4 grudnia 201915:00 | Kazachstan | 16:43(11:19) | Hiszpania | Yatsushiro General Gymnasium, Yatsushiro Widzów: 2000 Sędzia: Yasmina El-Saied, Heidy El-Saied |
| 4 grudnia 201915:00 |            | 16:43(11:19) |           | Yatsushiro General Gymnasium, Yatsushiro Widzów: 2000 Sędzia: Yasmina El-Saied, Heidy El-Saied |

| 4 grudnia 201919:00 | Węgry | 30:20(17:9) | Senegal | Yatsushiro General Gymnasium, Yatsushiro Widzów: 2020 Sędzia: Wiktorija Alpaidze, Tatiana Bieriezkina |
| 4 grudnia 201919:00 |       | 30:20(17:9) |         | Yatsushiro General Gymnasium, Yatsushiro Widzów: 2020 Sędzia: Wiktorija Alpaidze, Tatiana Bieriezkina |

| 6 grudnia 201915:00 | Senegal | 30:20(15:7) | Kazachstan | Kumamoto Prefectural Gymnasium, Nishi-ku Widzów: 1700 Sędzia: Koyoshi Hizaki, Tomokazu Ikebuchi |
| 6 grudnia 201915:00 |         | 30:20(15:7) |            | Kumamoto Prefectural Gymnasium, Nishi-ku Widzów: 1700 Sędzia: Koyoshi Hizaki, Tomokazu Ikebuchi |

| 6 grudnia 201915:00 | Czarnogóra | 26:27(14:14) | Hiszpania | Yatsushiro General Gymnasium, Yatsushiro Widzów: 2000 Sędzia: Charlotte Bonaventura, Julie Bonaventura |
| 6 grudnia 201915:00 |            | 26:27(14:14) |           | Yatsushiro General Gymnasium, Yatsushiro Widzów: 2000 Sędzia: Charlotte Bonaventura, Julie Bonaventura |

| 6 grudnia 201919:00 | Rumunia | 28:27(10:16) | Węgry | Yatsushiro General Gymnasium, Yatsushiro Widzów: 2500 Sędzia: Maike Merz, Tanja Schilha |
| 6 grudnia 201919:00 |         | 28:27(10:16) |       | Yatsushiro General Gymnasium, Yatsushiro Widzów: 2500 Sędzia: Maike Merz, Tanja Schilha |

### Grupa D
| 30 listopada 201915:00 | Japonia | 24:20(14:10) | Argentyna | Park Dome Kumamoto, Higashi-ku Widzów: 9100 Sędzia: Cristina Năstase, Simona Stancu |
| 30 listopada 201915:00 |         | 24:20(14:10) |           | Park Dome Kumamoto, Higashi-ku Widzów: 9100 Sędzia: Cristina Năstase, Simona Stancu |

| 30 listopada 201918:00 | Rosja | 26:11(13:6) | Chiny | Park Dome Kumamoto, Higashi-ku Widzów: 4900 Sędzia: Davor Lončar, Zoran Lončar |
| 30 listopada 201918:00 |       | 26:11(13:6) |       | Park Dome Kumamoto, Higashi-ku Widzów: 4900 Sędzia: Davor Lončar, Zoran Lončar |

| 30 listopada 201920:30 | Szwecja | 26:16(11:8) | Demokratyczna Republika Konga | Park Dome Kumamoto, Higashi-ku Widzów: 2230 Sędzia: Vanja Antić, Jelena Jakovljević |
| 30 listopada 201920:30 |         | 26:16(11:8) |                               | Park Dome Kumamoto, Higashi-ku Widzów: 2230 Sędzia: Vanja Antić, Jelena Jakovljević |

| 2 grudnia 201915:00 | Argentyna | 22:35(12:17) | Rosja | Park Dome Kumamoto, Higashi-ku Widzów: 6628 Sędzia: Cheng Yufeng, Zhou Yunlei |
| 2 grudnia 201915:00 |           | 22:35(12:17) |       | Park Dome Kumamoto, Higashi-ku Widzów: 6628 Sędzia: Cheng Yufeng, Zhou Yunlei |

| 2 grudnia 201918:00 | Demokratyczna Republika Konga | 16:28(9:17) | Japonia | Park Dome Kumamoto, Higashi-ku Widzów: 4476 Sędzia: Davor Lončar, Zoran Lončar |
| 2 grudnia 201918:00 |                               | 16:28(9:17) |         | Park Dome Kumamoto, Higashi-ku Widzów: 4476 Sędzia: Davor Lončar, Zoran Lončar |

| 2 grudnia 201920:30 | Chiny | 19:32(7:16) | Szwecja | Park Dome Kumamoto, Higashi-ku Widzów: 2100 Sędzia: Cristina Năstase, Simona Stancu |
| 2 grudnia 201920:30 |       | 19:32(7:16) |         | Park Dome Kumamoto, Higashi-ku Widzów: 2100 Sędzia: Cristina Năstase, Simona Stancu |

| 3 grudnia 201914:30 | Rosja | 34:13(19:7) | Demokratyczna Republika Konga | Park Dome Kumamoto, Higashi-ku Widzów: 6765 Sędzia: Koyoshi Hizaki, Tomokazu Ikebuchi |
| 3 grudnia 201914:30 |       | 34:13(19:7) |                               | Park Dome Kumamoto, Higashi-ku Widzów: 6765 Sędzia: Koyoshi Hizaki, Tomokazu Ikebuchi |

| 3 grudnia 201917:00 | Chiny | 28:34(13:18) | Argentyna | Park Dome Kumamoto, Higashi-ku Widzów: 1985 Sędzia: Vanja Antić, Jelena Jakovljević |
| 3 grudnia 201917:00 |       | 28:34(13:18) |           | Park Dome Kumamoto, Higashi-ku Widzów: 1985 Sędzia: Vanja Antić, Jelena Jakovljević |

| 3 grudnia 201919:30 | Szwecja | 34:26(20:13) | Japonia | Park Dome Kumamoto, Higashi-ku Widzów: 6375 Sędzia: Samir Krichen, Samir Makhlouf |
| 3 grudnia 201919:30 |         | 34:26(20:13) |         | Park Dome Kumamoto, Higashi-ku Widzów: 6375 Sędzia: Samir Krichen, Samir Makhlouf |

| 5 grudnia 201915:00 | Demokratyczna Republika Konga | 25:24(10:11) | Chiny | Park Dome Kumamoto, Higashi-ku Widzów: 6729 Sędzia: Maike Merz, Tanja Schilha |
| 5 grudnia 201915:00 |                               | 25:24(10:11) |       | Park Dome Kumamoto, Higashi-ku Widzów: 6729 Sędzia: Maike Merz, Tanja Schilha |

| 5 grudnia 201918:00 | Japonia | 23:33(16:16) | Rosja | Park Dome Kumamoto, Higashi-ku Widzów: 6220 Sędzia: Vanja Antić, Jelena Jakovljević |
| 5 grudnia 201918:00 |         | 23:33(16:16) |       | Park Dome Kumamoto, Higashi-ku Widzów: 6220 Sędzia: Vanja Antić, Jelena Jakovljević |

| 5 grudnia 201920:30 | Szwecja | 30:23(14:11) | Argentyna | Park Dome Kumamoto, Higashi-ku Widzów: 2442 Sędzia: Davor Lončar, Zoran Lončar |
| 5 grudnia 201920:30 |         | 30:23(14:11) |           | Park Dome Kumamoto, Higashi-ku Widzów: 2442 Sędzia: Davor Lončar, Zoran Lončar |

| 6 grudnia 201915:00 | Japonia | 35:18(17:8) | Chiny | Park Dome Kumamoto, Higashi-ku Widzów: 8310 Sędzia: Mathias Sosa, Cristian Lemes |
| 6 grudnia 201915:00 |         | 35:18(17:8) |       | Park Dome Kumamoto, Higashi-ku Widzów: 8310 Sędzia: Mathias Sosa, Cristian Lemes |

| 6 grudnia 201918:00 | Argentyna | 25:16(9:13) | Demokratyczna Republika Konga | Park Dome Kumamoto, Higashi-ku Widzów: 2950 Sędzia: Karina Christiansen, Line Hansen |
| 6 grudnia 201918:00 |           | 25:16(9:13) |                               | Park Dome Kumamoto, Higashi-ku Widzów: 2950 Sędzia: Karina Christiansen, Line Hansen |

| 6 grudnia 201920:30 | Rosja | 30:22(16:12) | Szwecja | Park Dome Kumamoto, Higashi-ku Widzów: 3826 Sędzia: Koo Bon-ok, Lee Se-ok |
| 6 grudnia 201920:30 |       | 30:22(16:12) |         | Park Dome Kumamoto, Higashi-ku Widzów: 3826 Sędzia: Koo Bon-ok, Lee Se-ok |

## President’s Cup

### Mecze o miejsca 21–24

#### Półfinały
| 8 grudnia 201910:00 | Kuba | 45:25(25:16) | Australia | Kumamoto Prefectural Gymnasium, Nishi-ku Widzów: 800 Sędzia: Mathias Sosa, Cristian Lemes |
| 8 grudnia 201910:00 |      | 45:25(25:16) |           | Kumamoto Prefectural Gymnasium, Nishi-ku Widzów: 800 Sędzia: Mathias Sosa, Cristian Lemes |

| 8 grudnia 201912:30 | Kazachstan | 29:23(16:15) | Chiny | Kumamoto Prefectural Gymnasium, Nishi-ku Widzów: 1000 Sędzia: Vanja Antić, Jelena Jakovljević |
| 8 grudnia 201912:30 |            | 29:23(16:15) |       | Kumamoto Prefectural Gymnasium, Nishi-ku Widzów: 1000 Sędzia: Vanja Antić, Jelena Jakovljević |

#### Mecz o 23. miejsce
| 9 grudnia 2019 | Australia | 15:33(7:17) | Chiny | Park Dome Kumamoto, Higashi-ku Widzów: 6920 Sędzia: Mathias Sosa, Cristian Lemes |
| 9 grudnia 2019 |           | 15:33(7:17) |       | Park Dome Kumamoto, Higashi-ku Widzów: 6920 Sędzia: Mathias Sosa, Cristian Lemes |

#### Mecz o 21. miejsce
| 9 grudnia 2019 | Kuba | 33:31 (pd.)(15:14, 29:29, k. 4:2) | Kazachstan | Kumamoto Prefectural Gymnasium, Nishi-ku Widzów: 1700 Sędzia: Cheng Yufeng, Zhou Yunlei |
| 9 grudnia 2019 |      | 33:31 (pd.)(15:14, 29:29, k. 4:2) |            | Kumamoto Prefectural Gymnasium, Nishi-ku Widzów: 1700 Sędzia: Cheng Yufeng, Zhou Yunlei |

### Mecze o miejsca 17–20

#### Półfinały
| 8 grudnia 201915:00 | Słowenia | 19:32(9:18) | Brazylia | Kumamoto Prefectural Gymnasium, Nishi-ku Widzów: 1100 Sędzia: Koo Bon-ok, Lee Se-ok |
| 8 grudnia 201915:00 |          | 19:32(9:18) |          | Kumamoto Prefectural Gymnasium, Nishi-ku Widzów: 1100 Sędzia: Koo Bon-ok, Lee Se-ok |

| 8 grudnia 201918:00 | Senegal | 28:23(16:9) | Demokratyczna Republika Konga | Kumamoto Prefectural Gymnasium, Nishi-ku Widzów: 600 Sędzia: Cristina Năstase, Simona Stancu |
| 8 grudnia 201918:00 |         | 28:23(16:9) |                               | Kumamoto Prefectural Gymnasium, Nishi-ku Widzów: 600 Sędzia: Cristina Năstase, Simona Stancu |

#### Mecz o 19. miejsce
| 9 grudnia 2019 | Słowenia | 29:27(14:13) | Demokratyczna Republika Konga | Kumamoto Prefectural Gymnasium, Nishi-ku Widzów: 1900 Sędzia: Yousef Belkhiri, Sid Ali Hamidi |
| 9 grudnia 2019 |          | 29:27(14:13) |                               | Kumamoto Prefectural Gymnasium, Nishi-ku Widzów: 1900 Sędzia: Yousef Belkhiri, Sid Ali Hamidi |

#### Mecz o 17. miejsce
| 9 grudnia 2019 | Brazylia | 22:18(13:9) | Senegal | Kumamoto Prefectural Gymnasium, Nishi-ku Widzów: 600 Sędzia: Yasmina El-Saied, Heidy El-Saied |
| 9 grudnia 2019 |          | 22:18(13:9) |         | Kumamoto Prefectural Gymnasium, Nishi-ku Widzów: 600 Sędzia: Yasmina El-Saied, Heidy El-Saied |

### Mecze o miejsca 13–16

#### Półfinały
| 8 grudnia 201912:30 | Węgry | 34:26(19:12) | Argentyna | Park Dome Kumamoto, Higashi-ku Widzów: 3726 Sędzia: Karina Christiansen, Line Hansen |
| 8 grudnia 201912:30 |       | 34:26(19:12) |           | Park Dome Kumamoto, Higashi-ku Widzów: 3726 Sędzia: Karina Christiansen, Line Hansen |

| 8 grudnia 201912:30 | Angola | 17:28(9:9) | Francja | Aqua Dome Kumamoto, Minami-ku Widzów: 3430 Sędzia: Davor Lončar, Zoran Lončar |
| 8 grudnia 201912:30 |        | 17:28(9:9) |         | Aqua Dome Kumamoto, Minami-ku Widzów: 3430 Sędzia: Davor Lončar, Zoran Lončar |

#### Mecz o 15. miejsce
| 9 grudnia 2019 | Argentyna | 27:30(17:13) | Angola | Park Dome Kumamoto, Higashi-ku Widzów: 6464 Sędzia: Koyoshi Hizaki, Tomokazu Ikebuchi |
| 9 grudnia 2019 |           | 27:30(17:13) |        | Park Dome Kumamoto, Higashi-ku Widzów: 6464 Sędzia: Koyoshi Hizaki, Tomokazu Ikebuchi |

#### Mecz o 13. miejsce
| 9 grudnia 2019 | Węgry | 21:26(12:12) | Francja | Park Dome Kumamoto, Higashi-ku Widzów: 2920 Sędzia: Wiktorija Alpaidze, Tatiana Bieriezkina |
| 9 grudnia 2019 |       | 21:26(12:12) |         | Park Dome Kumamoto, Higashi-ku Widzów: 2920 Sędzia: Wiktorija Alpaidze, Tatiana Bieriezkina |

## Faza zasadnicza

### Grupa 1
| 8 grudnia 201915:00 | Serbia | 36:33(21:16) | Korea Południowa | Aqua Dome Kumamoto, Minami-ku Widzów: 3450 Sędzia: Ignacio García, Andreu Marín |
| 8 grudnia 201915:00 |        | 36:33(21:16) |                  | Aqua Dome Kumamoto, Minami-ku Widzów: 3450 Sędzia: Ignacio García, Andreu Marín |

| 8 grudnia 201918:00 | Holandia | 23:25(12:11) | Niemcy | Aqua Dome Kumamoto, Minami-ku Widzów: 4020 Sędzia: Charlotte Bonaventura, Julie Bonaventura |
| 8 grudnia 201918:00 |          | 23:25(12:11) |        | Aqua Dome Kumamoto, Minami-ku Widzów: 4020 Sędzia: Charlotte Bonaventura, Julie Bonaventura |

| 8 grudnia 201920:30 | Norwegia | 22:19(12:9) | Dania | Aqua Dome Kumamoto, Minami-ku Widzów: 1890 Sędzia: Wiktorija Alpaidze, Tatiana Bieriezkina |
| 8 grudnia 201920:30 |          | 22:19(12:9) |       | Aqua Dome Kumamoto, Minami-ku Widzów: 1890 Sędzia: Wiktorija Alpaidze, Tatiana Bieriezkina |

| 9 grudnia 201915:00 | Niemcy | 28:29(17:19) | Serbia | Aqua Dome Kumamoto, Minami-ku Widzów: 5090 Sędzia: Cristina Năstase, Simona Stancu |
| 9 grudnia 201915:00 |        | 28:29(17:19) |        | Aqua Dome Kumamoto, Minami-ku Widzów: 5090 Sędzia: Cristina Năstase, Simona Stancu |

| 9 grudnia 201918:00 | Dania | 27:24(14:9) | Holandia | Aqua Dome Kumamoto, Minami-ku Widzów: 2200 Sędzia: Ignacio García, Andreu Marín |
| 9 grudnia 201918:00 |       | 27:24(14:9) |          | Aqua Dome Kumamoto, Minami-ku Widzów: 2200 Sędzia: Ignacio García, Andreu Marín |

| 9 grudnia 201920:30 | Korea Południowa | 25:36(10:20) | Norwegia | Aqua Dome Kumamoto, Minami-ku Widzów: 2120 Sędzia: Charlotte Bonaventura, Julie Bonaventura |
| 9 grudnia 201920:30 |                  | 25:36(10:20) |          | Aqua Dome Kumamoto, Minami-ku Widzów: 2120 Sędzia: Charlotte Bonaventura, Julie Bonaventura |

| 11 grudnia 201915:00 | Holandia | 40:33(23:16) | Korea Południowa | Aqua Dome Kumamoto, Minami-ku Widzów: 5070 Sędzia: Cristina Năstas, Simona Stancu |
| 11 grudnia 201915:00 |          | 40:33(23:16) |                  | Aqua Dome Kumamoto, Minami-ku Widzów: 5070 Sędzia: Cristina Năstas, Simona Stancu |

| 11 grudnia 201918:00 | Serbia | 26:26(14:11) | Dania | Aqua Dome Kumamoto, Minami-ku Widzów: 3080 Sędzia: Ignacio García, Andreu Marín |
| 11 grudnia 201918:00 |        | 26:26(14:11) |       | Aqua Dome Kumamoto, Minami-ku Widzów: 3080 Sędzia: Ignacio García, Andreu Marín |

| 11 grudnia 201920:30 | Norwegia | 32:29(17:16) | Niemcy | Aqua Dome Kumamoto, Minami-ku Widzów: 3520 Sędzia: Wiktorija Alpaidze, Tatiana Bieriezkina |
| 11 grudnia 201920:30 |          | 32:29(17:16) |        | Aqua Dome Kumamoto, Minami-ku Widzów: 3520 Sędzia: Wiktorija Alpaidze, Tatiana Bieriezkina |

### Grupa 2
| 8 grudnia 201915:00 | Rumunia | 18:27(10:10) | Rosja | Park Dome Kumamoto, Higashi-ku Widzów: 5870 Sędzia: María Paolantoni, Mariana García |
| 8 grudnia 201915:00 |         | 18:27(10:10) |       | Park Dome Kumamoto, Higashi-ku Widzów: 5870 Sędzia: María Paolantoni, Mariana García |

| 8 grudnia 201918:00 | Czarnogóra | 30:26(14:11) | Japonia | Park Dome Kumamoto, Higashi-ku Widzów: 7356 Sędzia: Yousef Belkhiri, Sid Ali Hamidi |
| 8 grudnia 201918:00 |            | 30:26(14:11) |         | Park Dome Kumamoto, Higashi-ku Widzów: 7356 Sędzia: Yousef Belkhiri, Sid Ali Hamidi |

| 8 grudnia 201920:30 | Hiszpania | 28:28(14:8) | Szwecja | Park Dome Kumamoto, Higashi-ku Widzów: 2132 Sędzia: Bojan Lah, David Sok |
| 8 grudnia 201920:30 |           | 28:28(14:8) |         | Park Dome Kumamoto, Higashi-ku Widzów: 2132 Sędzia: Bojan Lah, David Sok |

| 10 grudnia 201915:00 | Rosja | 35:28(17:16) | Czarnogóra | Park Dome Kumamoto, Higashi-ku Widzów: 6338 Sędzia: Samir Krichen, Samir Makhlouf |
| 10 grudnia 201915:00 |       | 35:28(17:16) |            | Park Dome Kumamoto, Higashi-ku Widzów: 6338 Sędzia: Samir Krichen, Samir Makhlouf |

| 10 grudnia 201918:00 | Japonia | 31:33(13:17) | Hiszpania | Park Dome Kumamoto, Higashi-ku Widzów: 3428 Sędzia: Maike Mer, Tanja Schilha |
| 10 grudnia 201918:00 |         | 31:33(13:17) |           | Park Dome Kumamoto, Higashi-ku Widzów: 3428 Sędzia: Maike Mer, Tanja Schilha |

| 10 grudnia 201920:30 | Szwecja | 34:22(14:9) | Rumunia | Park Dome Kumamoto, Higashi-ku Widzów: 1980 Sędzia: Mathias Sosa, Cristian Lemes |
| 10 grudnia 201920:30 |         | 34:22(14:9) |         | Park Dome Kumamoto, Higashi-ku Widzów: 1980 Sędzia: Mathias Sosa, Cristian Lemes |

| 11 grudnia 201915:00 | Hiszpania | 26:36(12:16) | Rosja | Park Dome Kumamoto, Higashi-ku Widzów: 6281 Sędzia: Charlotte Bonaventura, Julie Bonaventura |
| 11 grudnia 201915:00 |           | 26:36(12:16) |       | Park Dome Kumamoto, Higashi-ku Widzów: 6281 Sędzia: Charlotte Bonaventura, Julie Bonaventura |

| 11 grudnia 201918:00 | Rumunia | 20:37(8:18) | Japonia | Park Dome Kumamoto, Higashi-ku Widzów: 3962 Sędzia: Yousef Belkhiri, Sid Ali Hamidi |
| 11 grudnia 201918:00 |         | 20:37(8:18) |         | Park Dome Kumamoto, Higashi-ku Widzów: 3962 Sędzia: Yousef Belkhiri, Sid Ali Hamidi |

| 11 grudnia 201920:30 | Czarnogóra | 26:23(12:12) | Szwecja | Park Dome Kumamoto, Higashi-ku Widzów: 1926 Sędzia: María Paolantoni, Mariana García |
| 11 grudnia 201920:30 |            | 26:23(12:12) |         | Park Dome Kumamoto, Higashi-ku Widzów: 1926 Sędzia: María Paolantoni, Mariana García |

## Faza pucharowa

### Półfinały
| 13 grudnia 201917:30 | Rosja | 32:33(16:16) | Holandia | Park Dome Kumamoto, Higashi-ku Widzów: 4240 Sędzia: Charlotte Bonaventura, Julie Bonaventura |
| 13 grudnia 201917:30 |       | 32:33(16:16) |          | Park Dome Kumamoto, Higashi-ku Widzów: 4240 Sędzia: Charlotte Bonaventura, Julie Bonaventura |

| 13 grudnia 201920:30 | Norwegia | 22:28(13:13) | Hiszpania | Park Dome Kumamoto, Higashi-ku Widzów: 4261 Sędzia: Wiktorija Alpaidze, Tatiana Bieriezkina |
| 13 grudnia 201920:30 |          | 22:28(13:13) |           | Park Dome Kumamoto, Higashi-ku Widzów: 4261 Sędzia: Wiktorija Alpaidze, Tatiana Bieriezkina |

### Mecz o 7. miejsce
| 13 grudnia 201911:30 | Niemcy | 24:35(13:18) | Szwecja | Park Dome Kumamoto, Higashi-ku Widzów: 6860 Sędzia: Ignacio García, Andreu Marín |
| 13 grudnia 201911:30 |        | 24:35(13:18) |         | Park Dome Kumamoto, Higashi-ku Widzów: 6860 Sędzia: Ignacio García, Andreu Marín |

### Mecz o 5. miejsce
| 13 grudnia 201914:30 | Serbia | 26:28(12:13) | Czarnogóra | Park Dome Kumamoto, Higashi-ku Widzów: 5690 Sędzia: Yousef Belkhiri, Sid Ali Hamidi |
| 13 grudnia 201914:30 |        | 26:28(12:13) |            | Park Dome Kumamoto, Higashi-ku Widzów: 5690 Sędzia: Yousef Belkhiri, Sid Ali Hamidi |

### Mecz o 3. miejsce
| 15 grudnia 201917:30 | Norwegia | 28:33(15:18) | Rosja | Park Dome Kumamoto, Higashi-ku Widzów: 8664 Sędzia: Ignacio García, Andreu Marín |
| 15 grudnia 201917:30 |          | 28:33(15:18) |       | Park Dome Kumamoto, Higashi-ku Widzów: 8664 Sędzia: Ignacio García, Andreu Marín |

### Finał
| 15 grudnia 201920:30 | Hiszpania | 29:30(13:16) | Holandia | Park Dome Kumamoto, Higashi-ku Widzów: 9624 Sędzia: Charlotte Bonaventura, Julie Bonaventura |
| 15 grudnia 201920:30 |           | 29:30(13:16) |          | Park Dome Kumamoto, Higashi-ku Widzów: 9624 Sędzia: Charlotte Bonaventura, Julie Bonaventura |

## Klasyfikacja końcowa
| Miejsce | Reprezentacja                 |
| ------- | ----------------------------- |
| złoto   | Holandia                      |
| srebro  | Hiszpania                     |
| brąz    | Rosja                         |
| 4       | Norwegia                      |
| 5       | Czarnogóra                    |
| 6       | Serbia                        |
| 7       | Szwecja                       |
| 8       | Niemcy                        |
| 9       | Dania                         |
| 10      | Japonia                       |
| 11      | Korea Południowa              |
| 12      | Rumunia                       |
| 13      | Francja                       |
| 14      | Węgry                         |
| 15      | Angola                        |
| 16      | Argentyna                     |
| 17      | Brazylia                      |
| 18      | Senegal                       |
| 19      | Słowenia                      |
| 20      | Demokratyczna Republika Konga |
| 21      | Kuba                          |
| 22      | Kazachstan                    |
| 23      | Chiny                         |
| 24      | Australia                     |